# Chiesa del Santissimo Salvatore (Foggia)
La chiesa scomparsa del Santissimo Salvatore è stata un luogo di culto cattolico di Foggia, situata nell'antico pittagio di Sant'Angelo. Era localizzata in strada della Madonnella, che dopo la costruzione della chiesa iniziò ad essere chiamata volgarmente dai foggiani come stradone del Santissimo Salvatore, per poi divenire nel 1882 corso Giuseppe Garibaldi.

## Storia
Nel 1738, per volere di suor Maria Celeste Crostarosa (fondatrice dell'Ordine del Santissimo Redentore) iniziò la costruzione della chiesa: questa venne realizzata assieme ad un monastero annesso per accogliere le monache. Le strutture vennero terminate l'anno seguente e vennero intitolate al Santissimo Salvatore. Il terreno della costruzione sorgeva esattamente di fianco alla chiesa di Sant'Angelo, quest'ultima difatti svolgeva in zona le attività parrocchiali.
All'interno della chiesa venne seppellita suor Crostarosa. La sua salma è stata poi tumulata nel monastero delle Redentoriste all'interno del Seminario Diocesano.
Nel 1930 l'intero complesso religioso venne demolito per realizzare nello stesso spazio la costruzione del palazzo comunale e della prefettura. La comunità delle monache trovò accoglienza nella chiesa di Santa Chiara.
Negli anni seguenti, venne costruita una nuova chiesa dedicata al Santissimo Salvatore su via Napoli tra il 1958 ed il 1982.

## Descrizione
La chiesa era di forma rettangolare. Nella parte superiore della struttura, lungo tre lati, erano posizionate delle grate poste affinché le monache potessero vedere le funzioni religiose.
Un quadro su tela sovrastava l'altare: questo rappresentava Gesù Salvatore col globo terrestre appoggiato sulla mano sinistra.